# مارك ألين
مارك ألين (بالفرنسية: Marc Alyn)‏ هو شاعر فرنسي من مواليد 18 مارس 1937 في مدينة رانس في فرنسا وهو حائز على جائزة غونكور لعام 2007.

## روابط خارجية
- "مارك ألين"، روبرت هولكيبرو , كتب في الخارج, مجلد 46, رقم 3 (صيف عام 1972), صفحة (422-425)